# Всемирная выставка (1862)
Всеми́рная вы́ставка 1862 года — вторая всемирная выставка, проходившая в Лондоне с 1 мая по 1 ноября 1862 года, рядом с садами Королевского общества садоводов в Южном Кенсингтоне, где в наши дни располагается несколько музеев, в том числе — Музей естественной истории и Музей науки.

## Подготовка
Британскую промышленность поразил экономический кризис 1857—1858 годов, который приобрёл характер всемирного. В 1861—1862 годах наступила глубокая депрессия. Это произошло в дни выставки 1862 года. Вот свидетельство современника, написанное в день её открытия:
Дела очень плохи… Манчестер совсем в крайности. Ланкашир совсем изнемогает. Надо же так, чтобы праздник промышленности праздновался именно в тот самый час, когда промышленность выносит тяжкий кризис.
Гражданская война в США, начавшаяся в 1861 году, привела к приостановлению поступления американского хлопка в Англию. Это вызвало массовые закрытия хлопчатобумажных фабрик. Но английское руководство сделало всё, чтобы выставка состоялась.

## Организация

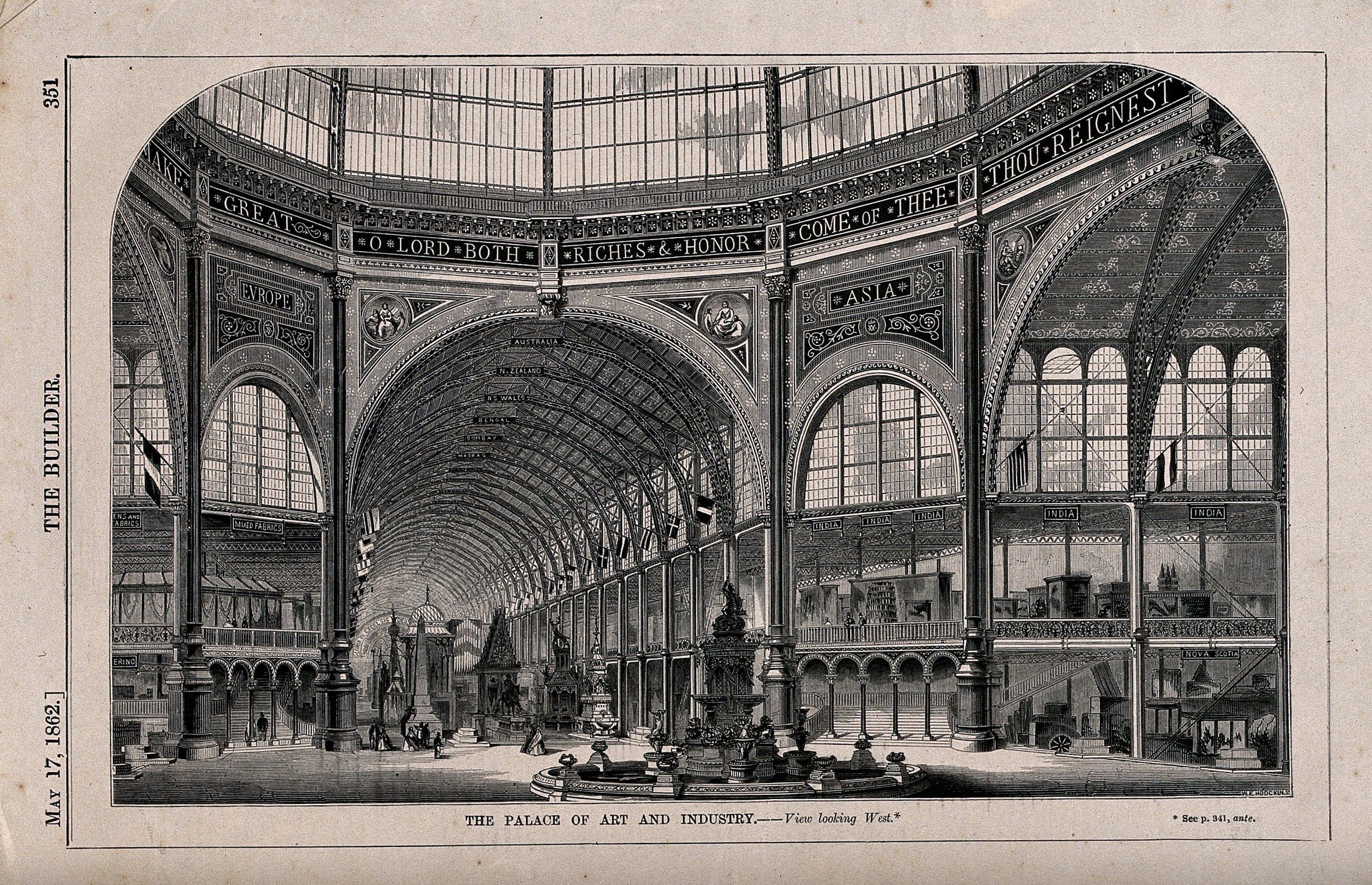
Интерьер Дворца искусств и промышленности

В выставке приняли участие более 28 000 участников из 36 стран, за исключением США, которые были заняты Гражданской войной. Отделы выставки (всего 25) были созданы по принципу «одна страна — один отдел». Однако под экспонаты Англии отводилось шесть отделов (с 20 по 25). Крупнейшая английская экспозиция занимала более половины выставочной площади (более 10 тысяч экспонентов, включая порядка 700 — из колоний). Следующей по площади стояла экспозиция Франции — около 13,5 тыс. м² и более 3500 производителей. Среди крупнейших экспонентов выставки были Германия (Немецкий таможенный союз — Пруссия и др.) — 7,7 тыс. м² , Австро-Венгрия и Бельгия — около 5,0 тыс. м² каждая, Россия и Италия — более 1,7 тыс. м² каждая. Остальные страны занимали менее 1000 м² (Швейцария, Швеция, Норвегия, Дания, Голландия, Испания, Португалия, Рим, Греция, Турция, Египет, Тунис, Коста-Рика, Гватемала, Бразилия, Эквадор, Перу, Уругвай, Венесуэла, Босния).
Местом выставки был выбран Южный Кенсингтон в Лондоне, где сегодня стоит музей естественной истории. Постройка кирпичных зданий (с использованием 12 000 тонн чугуна) на 21 га обошлась в £300 тысяч, вырученных с Всемирной выставки 1851 года. Здание возвели за 12 месяцев, стоило оно более двух с половиной миллионов фунтов стерлингов. Художественные галереи заняли три стороны южной зоны, где особое внимание уделили освещению, чтобы не допустить бликов. Следом шли «Производственные здания», объединённые под стеклянными куполами 45×80 м — самыми грандиозными на тот момент. Фахверковая «Машинная галерея» была единственной постройкой, позже перенесённой на Принс-Консорт-Роуд.
Ротонду, поддерживавшую стеклянный купол, венчал слоган: 
О Боже! От Тебя снисходят на Землю богатства и слава. Ты царствуешь над всем, в деснице Твоей заключается могущество и сила, и только Ты один можешь сделать человека великим!
Открытие выставки состоялось 1 мая 1862 года. Королеву Викторию представлял её кузен герцог Кембриджский. Вступительные слова произнёс граф Гранвиль, возглавлявший группу организаторов мероприятия.
1 ноября 1862 года состоялась официальная церемония закрытия, однако выставка для посетителей оставалась открытой до 15 ноября 1862 года. Выставку посетили около 6,1 миллиона человек при планировавшихся 11 миллионов.
Парламент отклонил предложение правительства приобрести здания выставки, которые позже были проданы и использованы в строительстве Александра-палас.

## Экспонаты

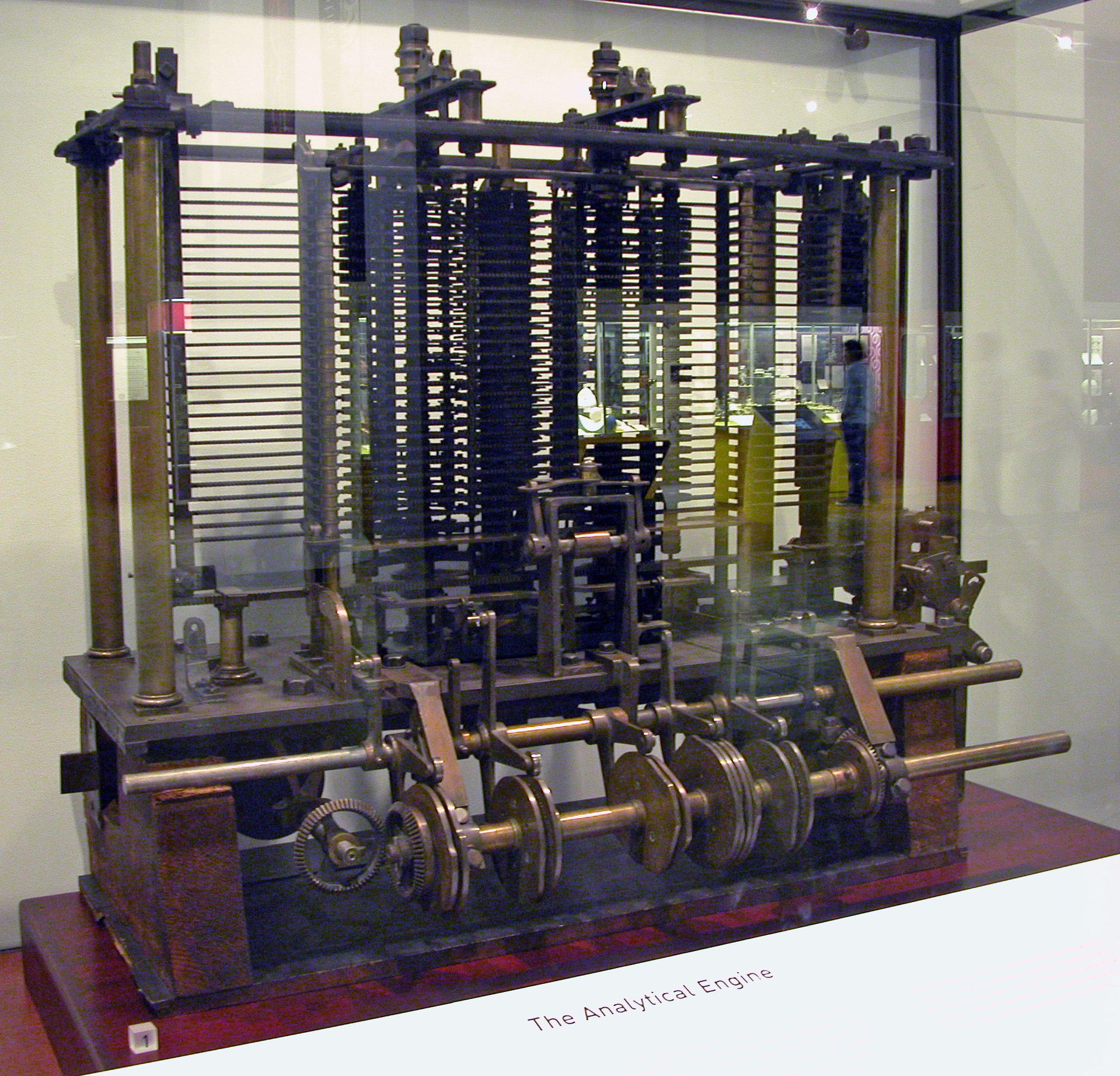
Вычислительная машина Бэббиджа

На выставке было представлено 29800 экспонатов. Выставка демонстрировала успехи промышленной революции после Всемирной выставки 1851 года. Среди экспонатов отмечены электрический телеграф, подводный коммуникационный кабель, пластик, ткацкие и прочие станки, вычислительная машина Бэббиджа, хлопчатобумажная прядильня. На выставке демонстрировалось применение резины, где российские производители были особенно отмечены, и Бессемеровский процесс в сталелитейном производстве. Прототип холодильника произвёл сенсацию.
Был также ряд менее масштабных товаров: ткани, ковры, скульптуры, мебель, посуда, фарфор, изделия из серебра и стекла, обои.

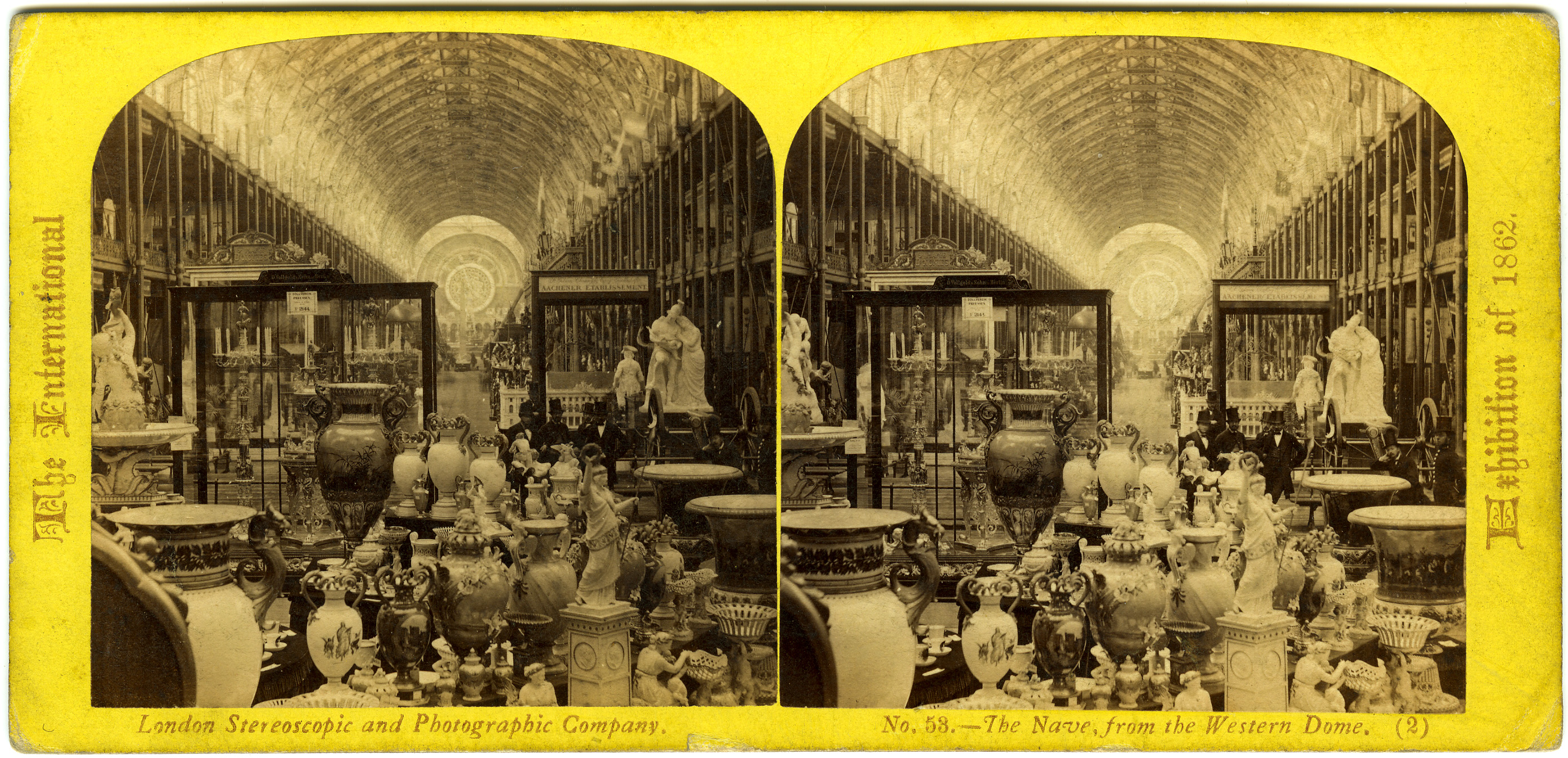
Ниф Западной галереи. Стереоизображение 1862 года

Художественная выставка впервые проводилась полномасштабно, отдельно от промышленных экспонатов. Свои художественные работы представил Уильям Моррис. Впервые за всю историю выставок свои картины представила Турция: сын турецкого посла Пол Мусурус-Бей (1840—1927) выставил портреты и картины повседневной турецкой жизни.
Бенджамин Симпсон продемонстрировал фотокарточки народов Индии.
Уильям Ингланд сделал 350 стереоизображений выставки для Лондонской стереоскопической компании. При этом использовался новый коллодионный процесс. Эти снимки продавались желающим в коробках, а также специальным посланником были доставлены королеве, которая смогла оценить выставку, не оставляя своего траура по мужу.

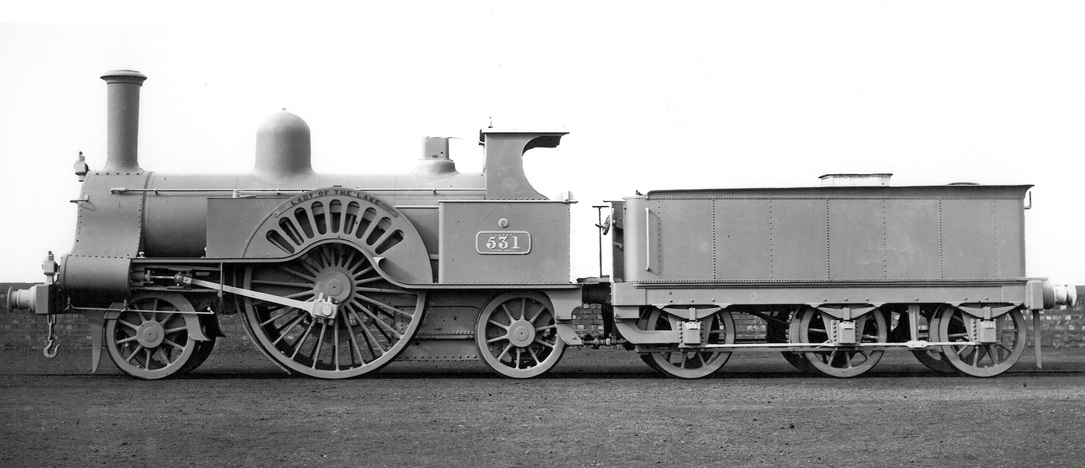
Локомотив «Дама озера» № 531 произвёл впечатление на выставке

Лондонская железнодорожная компания представила пассажирский экспресс № 531 «Дама озера» (англ. Lady of the Lake). Его «собрат» — локомотив № 229 Watt в том же году стал известен из-за инцидента с судном Trent. «Дама озера», получившая на выставке бронзовую медаль, стала столь популярной, что весь класс локомотивов начали называть «Дамы озера».
Инженер-технолог мануфактурного совета Министерства финансов Николай Филиппович Лабзин сообщал, что на выставке никаких совершенно новых механизмов не нашлось, отчего «в век таких громадных успехов машинного дела трудно ожидать ещё чего-нибудь нового, которое могло бы сделать переворот в промышленном мире». Но через несколько лет появились электродвигатели, и век пара начал стремительно уступать место новому виду энергии.
В это же время здесь прошёл международный шахматный турнир 1862 года.
В середине выставки, 12 июня / 11 июля, лучшим из более чем 25 тысяч её экспонатов было присуждено 7 тысяч медалей и 5300 почётных отзывов, что больше, чем в 1851 году, но меньше, чем на предыдущей Всемирной выставке в Париже. Оценки проводились по 36 категориям (классам), на которые были подразделены все выставленные предметы.

### Российская делегация
В силу ряда причин (одна из главных — крепостничество) промышленный переворот в России  произошёл позже передовых стран Запада. Накануне, в 1861 году в Санкт-Петербурге состоялась выставка русской мануфактурной промышленности, и наиболее выдающиеся экспонаты заняли достойное место и на всемирной выставке в Лондоне.
В выставке приняли участие 659 представителей. Несмотря на отсутствие оригинальности и некоторое однообразие представленных товаров, российскую делегацию отметили 177 медалями (98 из которых — за сырьевые продукты) и 128 почётными отзывами жюри.
Российская художественная экспозиция за подражание западному искусству получила невысокие оценки. На выставке появились 77 картин и гравюр художников Антона Павловича Лосенко, Карла Петровича Брюллова, Александра Андреевича Иванова, Сильвестра Феодосиевича Щедрина, Ивана Константиновича Айвазовского, Павла Петровича Чистякова. Среди работ художественной чеканки лучшими признаны памятник Екатерине Второй работы Феликса Шопена и выполненная по рисунку профессора Николая Степановича Пименова группа, изображающая идолов X века. Единственным представителем цветной печати из России был Максимилиан Фаянс из Варшавы, представивший альманахи в тёмной хромолитографии с портретами правителей России.
В промышленном разделе приняли участие около 750 российских представителей, выделяясь товарами химического (замша, кожа) и текстильного производства (одеяла, оренбургские платки). Отмечены одобрением господина Фидлера из Окатова и господина Тило чёрные сукна, а также кашемиры, орманы, шелка высокого качества и окраски. Значительный успех выпал на долю «Российско-Американской резиновой мануфактуры», которую удостоили двух золотых медалей: за усовершенствование отделки резиновых галош и за превосходные резинотехнические изделия — машинные приводные ремни. Восторг вызвал российский ковёр из тюленьей кожи.
Домашняя металлическая посуда — самовары, кофейники, лампы — была в основном отменного качества.
Посетителей поразили колоссальные куски графита весом 4-8 пудов (65,5 — 131 кг), две фарфоровые вазы диаметром около одного метра, яшмовая колонна коринфского ордера высотой более 3 метров с Екатеринбургской гранильной фабрики (удостоены медалями), самый большой из когда-либо экспонированных кусков нефрита из Иркутска, две огромные хрустальные вазы Петербургского Императорского завода.
Золотой медали удостоилось горного инженера Павла Матвеевича Обухова стальное орудие 12-фунтового калибра, точность которого не изменилась после 1000 выстрелов (сегодня находится в артиллерийском музее Санкт-Петербурга). В области вооружения наградами также отмечены: пушечный лафет новой конструкции, изготовленный Кронштадтским казённым заводом, сделанная из слоновой кости и меди господином Фёдоровым модель 111-пушечного корабля «Николай I», а также сабельные клинки Златоустовской казённой фабрики.
Большая часть сельскохозяйственных сырьевых продуктов (щетина, воск, стеарин, лён, пенька, шерсть) также получила медали.

## Музыка
В отличие от Всемирной выставки 1851 года Королевское художественное общество побеспокоилось о музыкальном сопровождении. Музыкальный критик Генри Чоли рекомендовал произведения Уильяма Стерндейла Бернетта, Джакомо Мейербера, Даниэля Обера и Джоаккино Россини. Последний уже не сочинял и потому отказался от сотрудничества. Вместо Россини пригласили Джузеппе Верди.
Уильям Стердейл Бернетт написал «Оду на открытие Всемирной выставки» (англ. Ode Written Expressly for the Opening of the International Exhibition) на слова Альфреда Теннисона, Мейербер сочинил праздничный марш «Fest-Ouvertüre im Marschstyl», а Обер — триумфальный марш «Grand triumphal march». Эти три композиции под управлением оркестра Майкла Косты прозвучали на торжественном открытии 1 мая 1862 года. Из-за политического подтекста, выражающего позицию итальянца-композитора, кантату Верди «Inno delle nazioni» не включили в программу открытия. Она прозвучала впервые 24 мая 1862 года в Театре Её Величества.

## Происшествия и видные гости
На открытии выставки 1 мая 1862 года один 70-летний член британского парламента Роберт Эглионби Слейни упал с железнодорожной платформы. Несмотря на ушиб, он продолжил осмотр выставки, но скончался от развившейся с 19 числа гангрены.
Летом на выставке побывал Фёдор Михайлович Достоевский, впервые выехавший за границу:

Да, выставка поразительна. Вы чувствуете страшную силу, которая соединила тут всех этих бесчисленных людей, пришедших со всего мира в едино стадо; вы сознаёте исполинскую мысль; вы чувствуете, что тут что-то уже достигнуто, что тут победа, торжество.— Ф. М. Достоевский «Зимние заметки о летних впечатлениях», 1863
Известный русский педагог Василий Водовозов оставил описание педагогического отдела, впервые появившегося на Всемирной выставке.

## Галерея

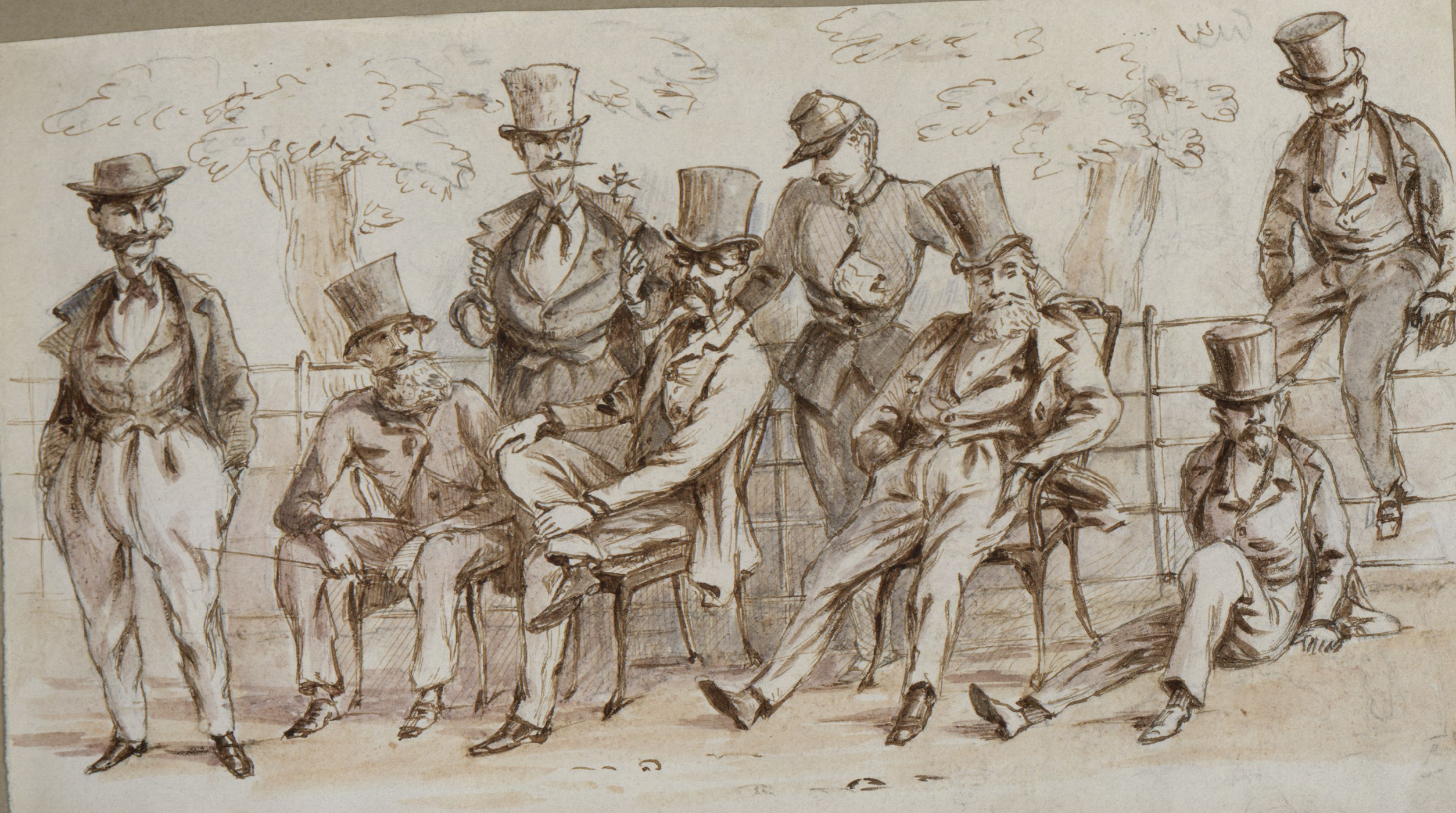
Иностранцы на выставке. Сатира Фрэнсис Элизабет Уинн
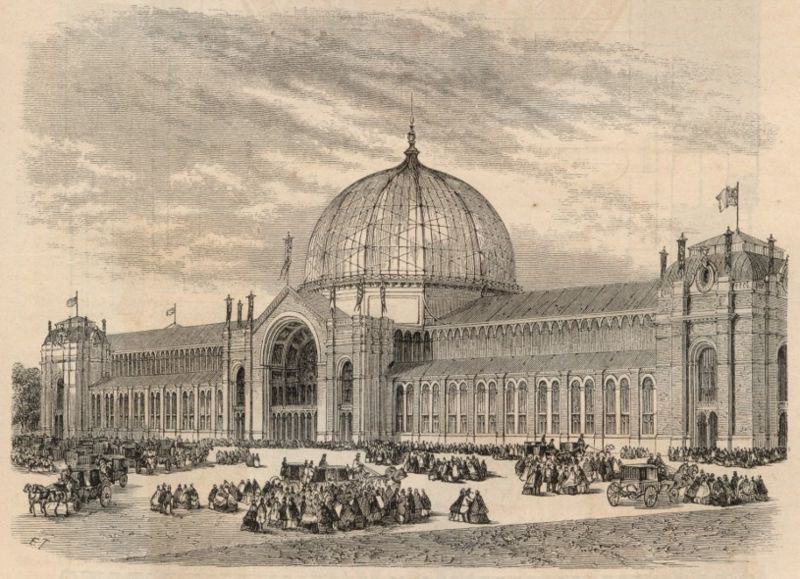
Западный выставочный дворец
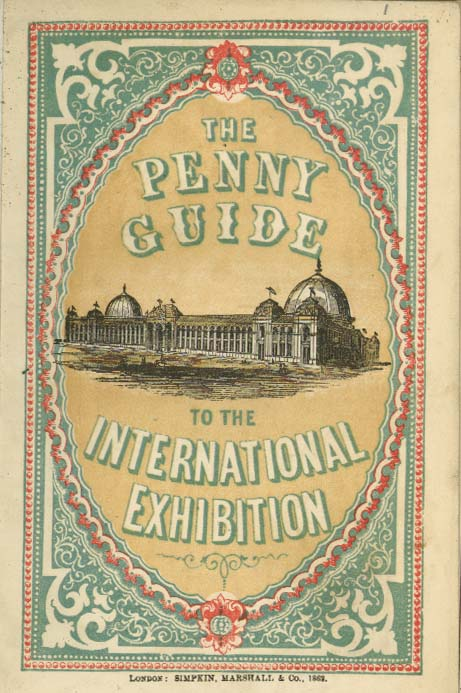
Обложка путеводителя по выставке
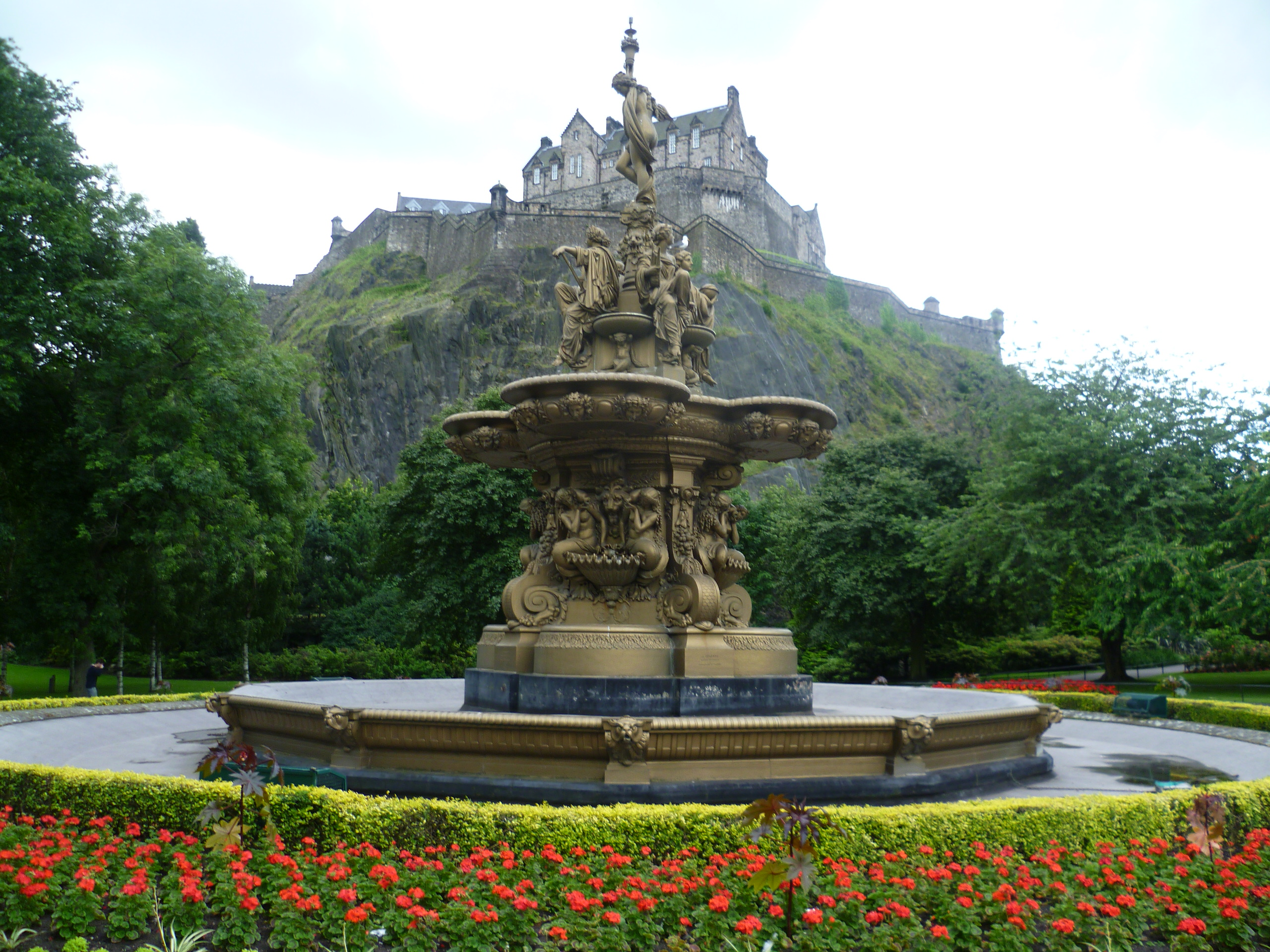
Фонтан Ross в Эдинбурге изготовлен в Париже, выставлялся на Всемирной выставке 1862 года в Лондоне
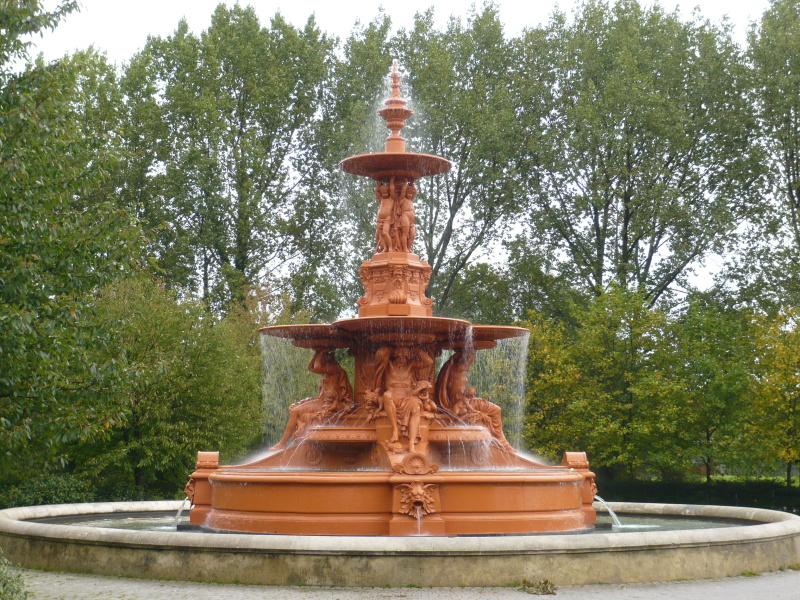
Фонтан В парке Виктория города Ашфорт являлся экспонатом выставки 1862 года
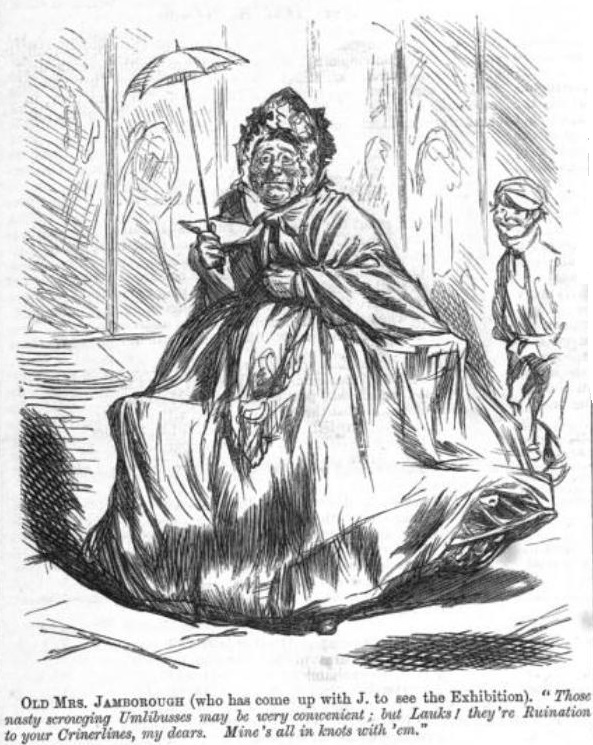
Старая Миссис Джэмбороу. Сатира на модные тогда кринолины
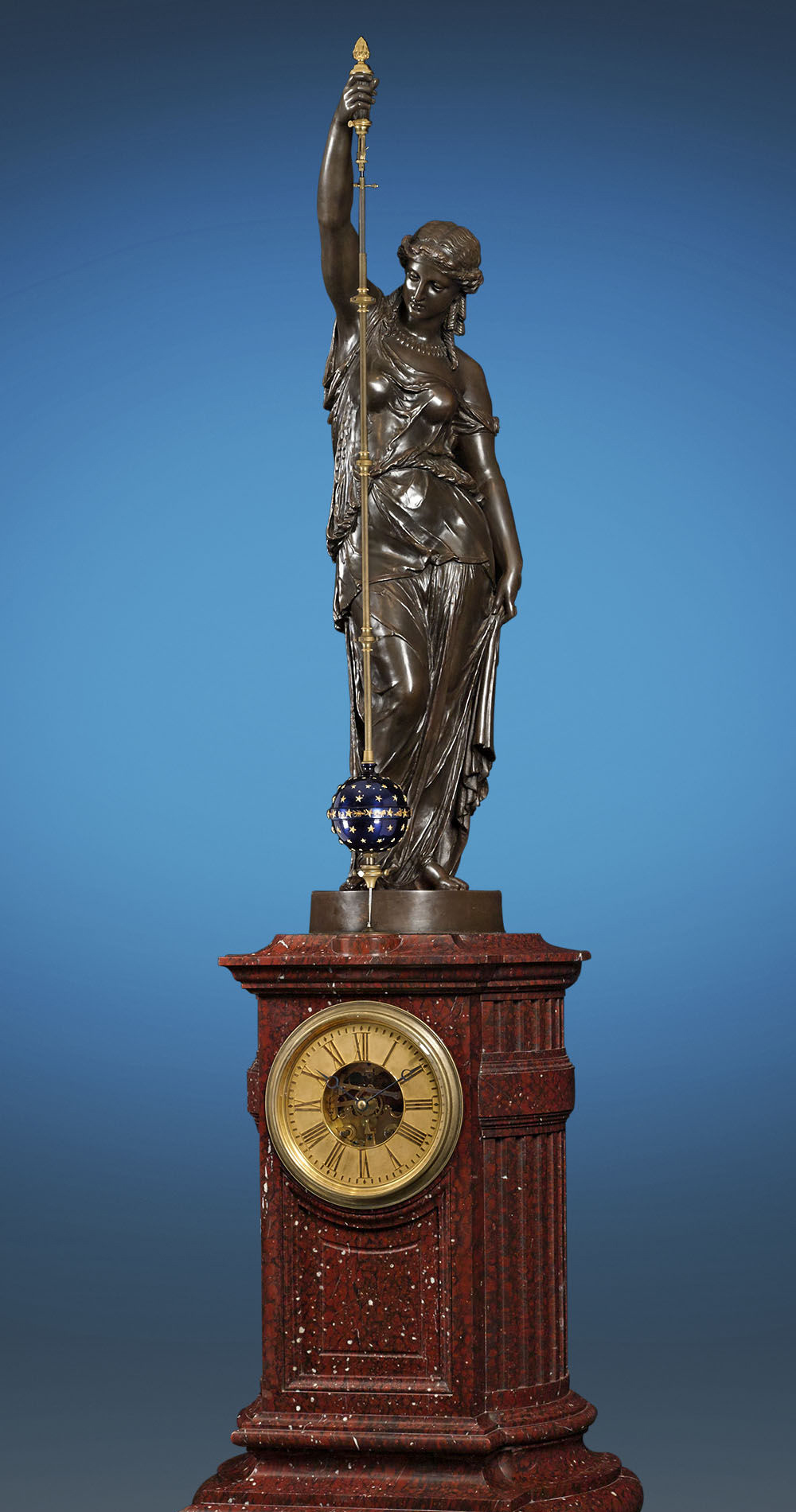
Скульптура Урании руки Карье-Белюза, венчающая часы мастера Эжена Фарко. Изготовлено для Всемирной выставки 1862 года в Лондоне